# Abdallah Ait Oud
Abdallah Ait Oud (né le 23 juillet 1967 à La Hestre, en Belgique), est un criminel belge d'origine marocaine  reconnu coupable d'avoir enlevé, violé et tué les petites Stacy Lemmens et Nathalie Mahy à Liège.

## Une personnalité inquiétante
Issu d'une famille d'immigrés marocains de neuf enfants arrivée en Belgique en 1964, Abdallah Ait Oud est, à partir de 1986, condamné huit fois pour des affaires de stupéfiants et des attentats à la pudeur. Avant l'affaire Stacy et Nathalie, il a déjà passé un total de neuf années et quatre mois de détention. De plus, il a reconnu avoir commis par le passé des viols sur l'une de ses sœurs (qui était alors en classe maternelle)[réf. souhaitée],  sur sa nièce, ainsi que sur une adolescente de quatorze ans à Grâce-Hollogne.

## Les faits

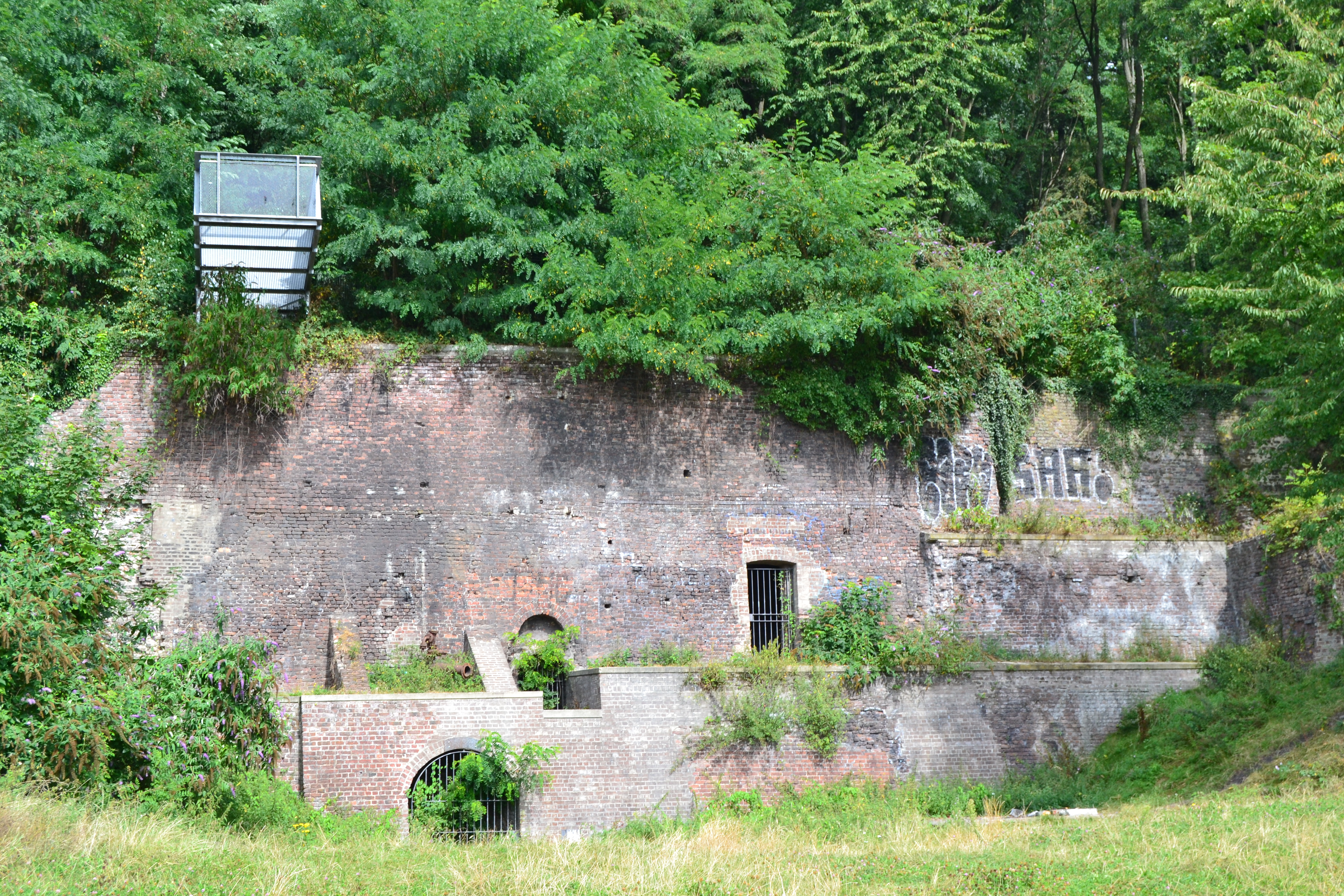
Les souterrains du charbonnage du Bâneux qui ont été fouillés lors des recherches.

Le 9 juin 2006, lors de la braderie du quartier Saint-Léonard à Liège, on constate la disparition des petites Stacy Lemmens, âgée de sept ans, et Nathalie Mahy, de dix ans.
Les corps des fillettes sont retrouvés quelques jours plus tard dans un souterrain proche, à proximité du site de l'ancien charbonnage du Bâneux.
Recherché dans tout le pays peu après la disparition des fillettes, comme témoin tout d'abord, Ait Oud se livre à la police le 12 juin 2006, après avoir vu un avis de recherche le concernant à la télévision. Il est inculpé le 17 juillet 2006 de leur assassinat et du viol de Nathalie, à la suite d'éléments confondants fournis par la police scientifique.

## Conséquences judiciaires

### Le procès
Le procès s'ouvre le 26 mai 2008, aux assises de Liège, sous l'égide du juge Stéphane Goux, qui avait déjà présidé le procès Dutroux en 2004 à Arlon.
Le 10 juin 2008, bien qu'il ne cesse de clamer son innocence, les jurés déclarent l'accusé coupable de tous les chefs d'inculpation, ainsi que du viol de Stacy, dont il n'était pas initialement accusé.
Abdallah Aït Oud n'a pas pu convaincre le jury de son innocence face à des éléments de fait, principalement,:
- la présence de trois cheveux de Stacy dans ses sous-vêtements, décelée par une analyse ADN mitochondriale[6] controversée, car moins fiable que celle de l'ADN nucléaire[7] ; les cheveux sont cependant de même longueur, de même épaisseur, de même texture et de même teinte[8] ;
- la présence de fibres provenant de la chambre de sa compagne sur les vêtements des enfants[9] ;
- la présence de fibres provenant du jean d'Abdallah Aït Oud sur les vêtements des fillettes, présumant un contact intense[10] ;
- le test du polygraphe non concluant[8] ;
- les explications trop vagues de son emploi du temps entre le moment de la disparition des fillettes et sa reddition à[11] la police ;
- les antécédents judiciaires de même nature (viols sur sa nièce, sur sa sœur et sur une autre adolescente)[12].

### La condamnation
Le 11 juin 2008, le tribunal lui inflige la peine la plus lourde, requise par l'avocate générale, soit la réclusion à perpétuité, assortie d'une mise à disposition du gouvernement (sûreté) pendant une période de dix ans.

### Pourvoi en cassation
Le 16 juin 2008, Abdallah Aït Oud se pourvoit en cassation. Selon son conseil, maître Martins, « Il veut que son combat continue. Il veut continuer à clamer son innocence et aller jusqu'au bout. »

## Documentaire télévisé
- Enquêtes criminelles : le magazine des faits divers, le 3 décembre 2008, L'assassin psychopathe, sur W9.